# Santa Maria (Cabo Verde)
Santa Maria é uma cidade no sul do concelho e da ilha do Sal, Cabo Verde. Tem uma população de 17.231[carece de fontes?] habitantes.
Santa Maria contribui, em não pouca medida, para o crescimento e desenvolvimento do país, no sector do turismo, sendo a cidade com o maior número de hotéis, localizados perto das mais belas praias da ilha.

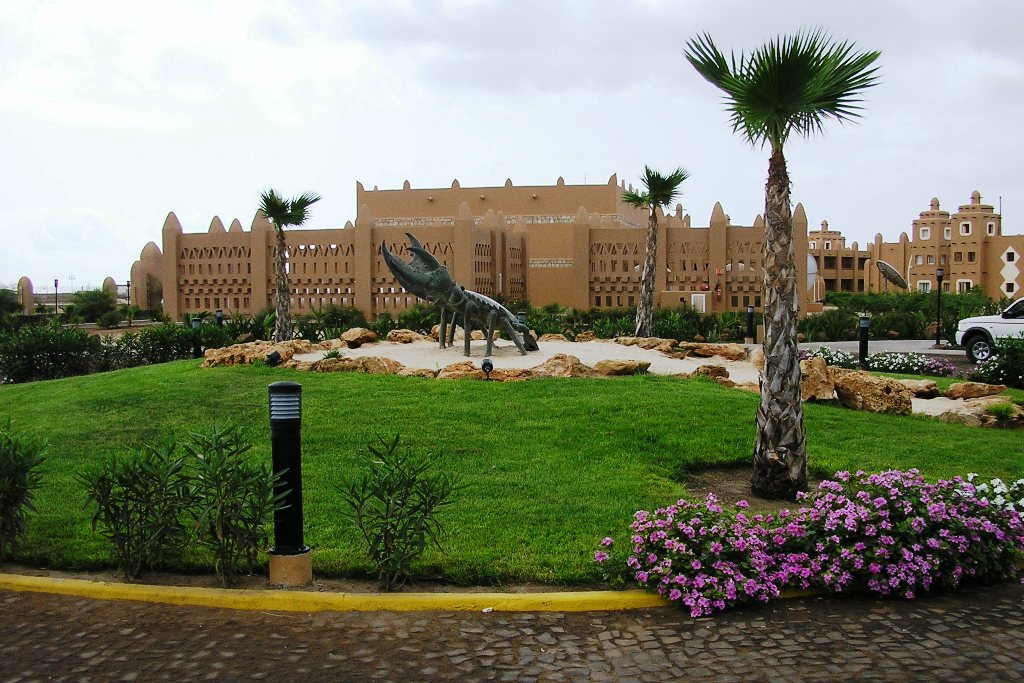
Hotel Garupa, um dos vários hotéis localizados na zona oeste de Santa Maria

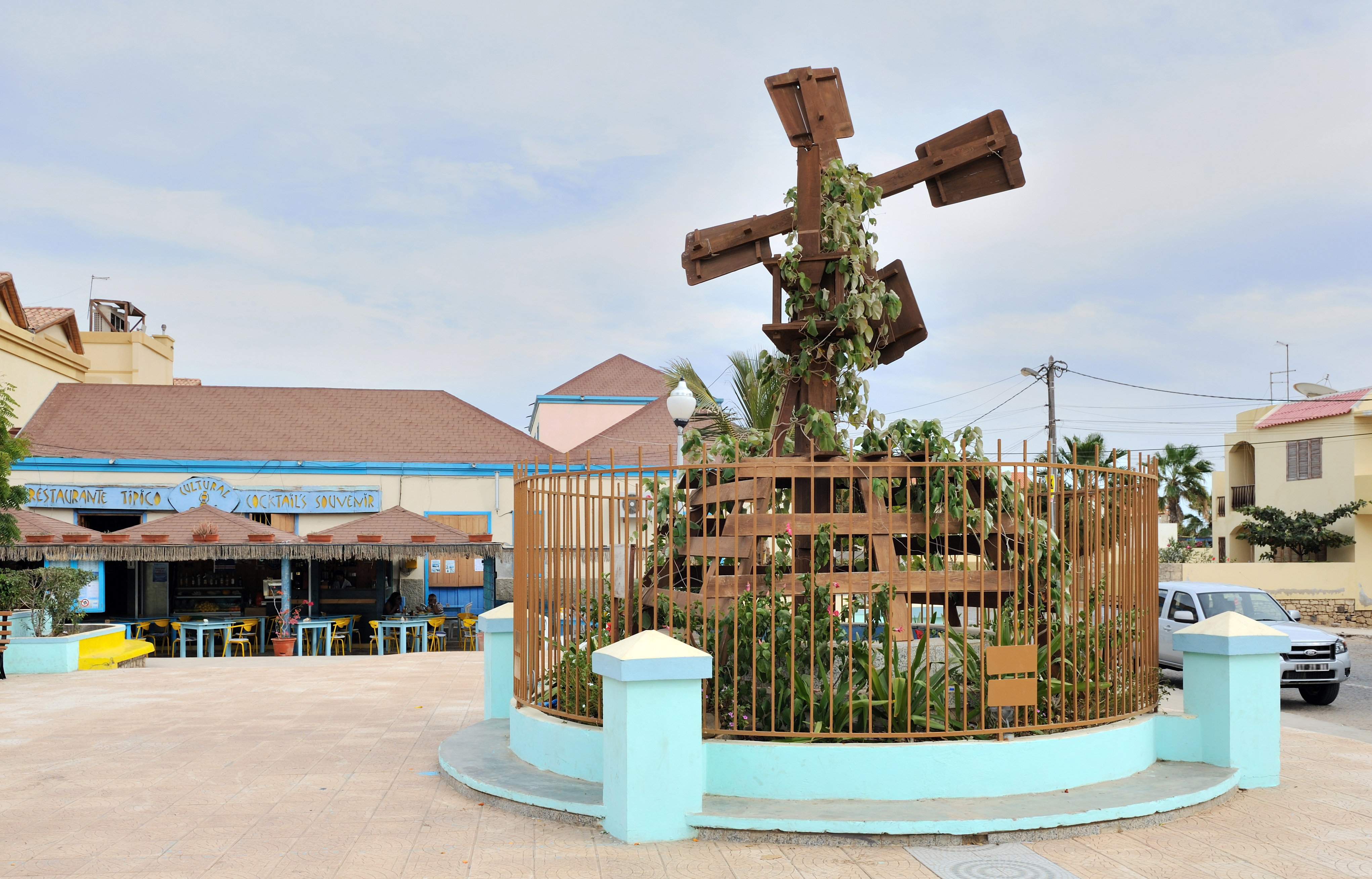
Praça Marcelo Leitão, no centro da cidade

## Bairros
- Algodeiro
- Cabocan
- Centro
- Ponta Preta
- Ponta do Sinó
- Porto Antigo/Ponta de Vera Cruz
- Zona Este
- Zona Norte: Salinas

## História
A povoação de Santa Maria foi fundada em 1835 pelo português Manuel António Martins, que deu inicio à extracção e à comercialização do sal. Importou casas pre-fabricadas dos Estados Unidos da América, nas quais alojou familias trazidas da ilha da Boavista. Importou escravos comprados na costa de África para o trabalho nas salinas. Fez remover os aluviões que cobriam o terreno firme em que construiu as marinhas, instalou bombas de vento para alimentá-las, assentou uma linha férrea para levar o sal da marinha até ao ponto de embarque, construiu uma ponte e lanchas, edificando, assim, um conjunto salineiro eficiente. Procurou e encontrou compradores que, durante dezenas de anos, levaram de Santa Maria até trinta mil toneladas por ano. Ao talento de conceber e realizar, Martins juntava o de saber vender o seu produto. Entregou-se inteiramente a Cabo Verde e à Ilha do Sal, onde faleceu e foi sepultado no ano de 1845, no cemitério de Santa Maria.
Durante o século XIX, o quase único comprador do sal foi o Brasil, que, tendo instalado marinhas no seu território, decidiu proteger a sua produção, impondo direitos aduaneiros ao sal importado. A partir do ano de 1887, foi quase impossível vender o sal ao Brasil, arruinando o negócio da exploração das salinas de Santa Maria. A ilha mergulhou numa crise profunda que durou até ao ano 1920, quando a Companhia do Fomento de Cabo Verde, de capitais portugueses, e a Sociedade Salins du Cap Vert, de capitais franceses, se instalaram na ilha. Naquele interregno de mais de trinta anos, a ilha conheceu duas esperanças vãs: a primeira foi a associação dos principais salineiros de Santa Maria com uma sociedade francesa fundada com esse fim, a Societé Salines Sal “S.S.S.”, que construiu em Santa Maria uma grandiosa fábrica segundo as técnicas mais avançadas, movida por uma máquina a vapor de cento e sessenta cavalos, com um forno rotativo para secar o sal, moinhos, elevadores e ensacadores. Mas o sal de Santa Maria, do modo como era fabricado, continha um excesso de magnésio, tornando-se em pedra depois de ensacado. Constituída em 1903 a sociedade viria a falir em 1907, sem que tivessem sido postos em prática os processos de fabricação que eliminam o magnésio. Seguiu-se uma associação com uma firma alemã, que se extinguiu em 1914. A gente de Santa Maria foi deixando a ilha, os que ficaram, viveram como puderam com o produto dos seus magros rebanhos e com o peixe que salgavam e enviavam para as outras ilhas e para São Tomé.
Em 1920, quando a Companhia do Fomento de Cabo Verde comprou a maior parte das marinhas de Santa Maria, o aspecto do povoado era o de um campo de ruínas de onde emergiam algumas casas em avançado estado de degradação. Mesmo as casas (de mais de um piso) dos proprietários de salinas do século anterior, que eram moradias aprazíveis mas mal construídas, foram ruindo umas após as outras. Só na segunda metade do século XX é que começaram a fazer algumas casas, em geral pequenas mas mais bem construídas.
A Companhia de Fomento, cuja finalidade era a exploração do sal e da pesca, não conseguiu nenhum resultado interessante na pesca, apesar de dispor de três veleiros e de ter feito tentativas nos mares do Cabo Branco. A breve trecho vendeu os veleiros e foi-se arrastando na exploração do sal, até que nos anos 1927-1928 se lhe associou uma firma portuguesa de comércio geral no Congo Belga, que se encarregou da comercialização do sal nesse país, dando um muito apreciável impulso à actividade salineira em Santa Maria. Foram renovadas todas as linhas-férreas e o material rolante e foi construído um novo cais de embarque. Porém, além das exportações regulares para o Congo e de exportações episódicas para Portugal, Santa Maria não tinha clientes fixos. Com a independência do Congo (a actual República Democrática do Congo) e a estatização do comércio nesse país, as explorações de Santa Maria declinaram irremediavelmente, extinguindo-se depois do ano de 1984.

## Demografia
Para além dos habitantes de origem cabo-verdiana, que constituem a maior parte da população, Santa Maria alberga uma apreciável comunidade senegalesa, assim como pequenas comunidades de portugueses e de italianos, que têm vindo a crescer. Este crescimento deve-se, em parte, ao impulso elevado de construção de novas habitações para turismo e não só, que a cidade tem vindo a sofrer. Este facto encontra-se também patente no elevado número de agências imobiliárias presentes nas ruas de Santa Maria.
- 1991 (Censo de 23 de junho): 1.343
- 2000 (Censo de 16 de junho): 13.220
- 2004 (1 de janeiro): 17.231

## Turismo

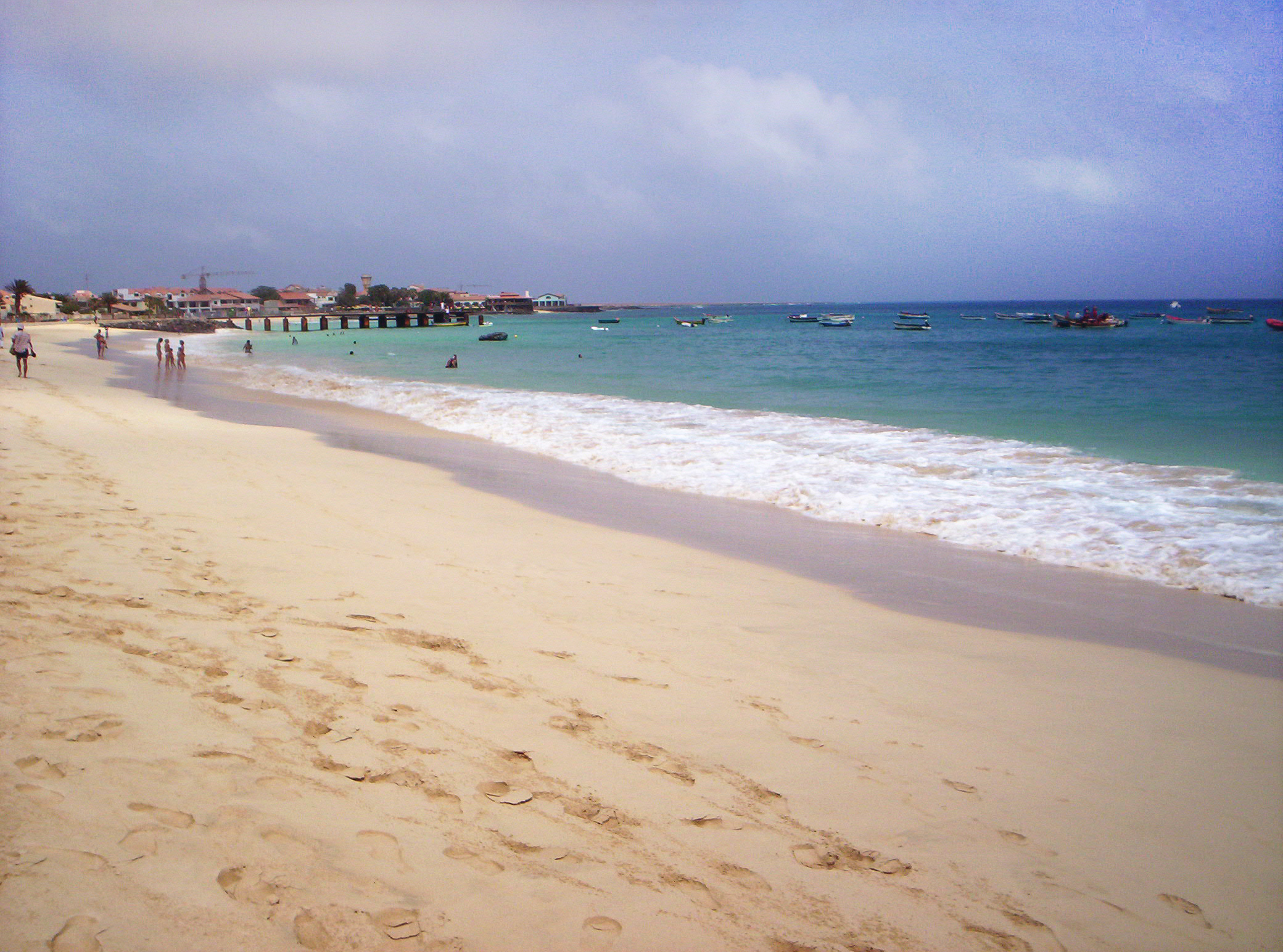
Areal da praia de Santa Maria.

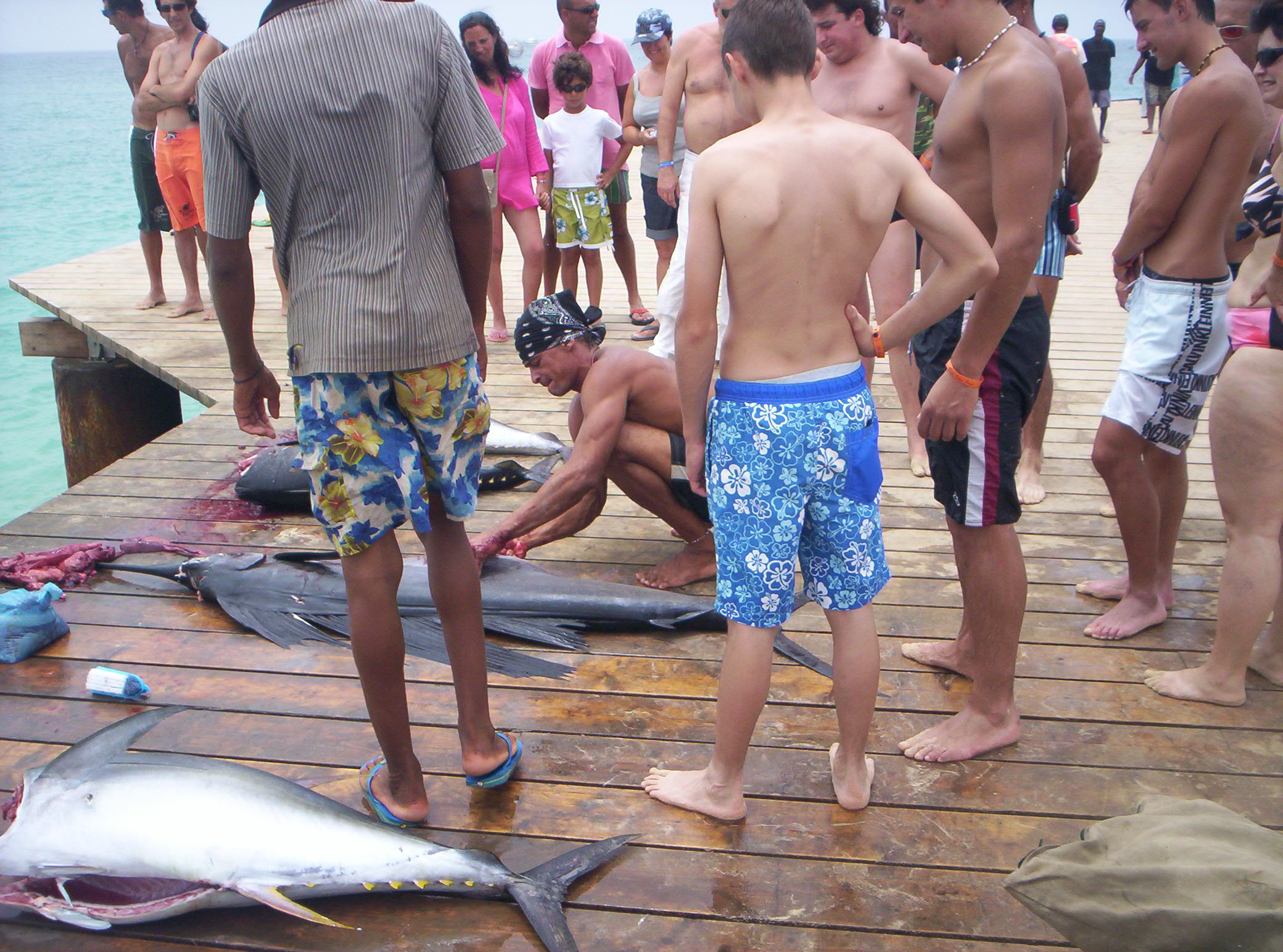
Pescador cortando peixe no pontão de Santa Maria.

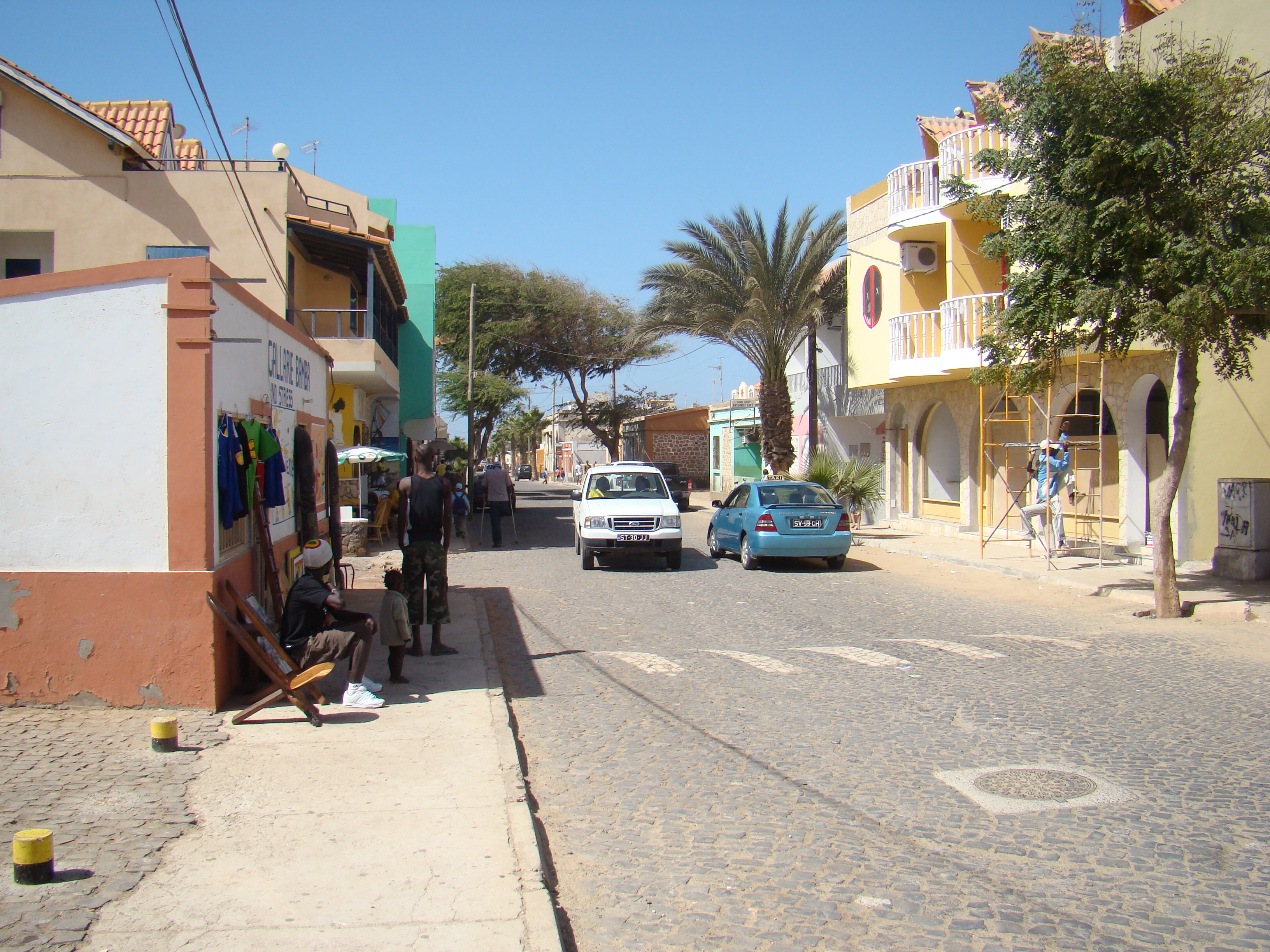
Rua típica de Santa Maria.

Santa Maria situa-se junto a um extenso areal, ao longo do qual se encontram diversas praias. Nalguns pontos, a areia e as rochas de tonalidades escuras misturam-se. Na maior parte da extensão do areal, a areia clara domina a paisagem, sem a presença de rochas. O mar que acompanha as praias é de uma tonalidade azul clara e límpida. Diversos restaurantes e hotéis localizados junto ao areal, disponibilizam guarda-sóis aos banhistas.
O pontão de Santa Maria recebe diariamente pescadores que ali descarregam o peixe fruto da sua pesca, todas as manhãs. É possível ver chegar atuns e diversas outras espécies, que, muitas vezes, são negociadas e vendidas no próprio local.
Para além de diversos hotéis e residenciais, existem também numerosos restaurantes, oferecendo especialidades cabo-verdianas e portuguesas, assim como italianas, entre outras. O marisco fresco pode ser apreciado em muitos deles. As cracas, os percebes, o camarão e as lagostas são apenas alguns exemplos. Alguns destes estabelecimentos apresentam também música cabo-verdiana ao vivo.
Existem inúmeras lojas de artesanato, sendo muitas delas pertencentes a imigrantes de origem senegalesa. A venda de frutas e legumes na rua é uma prática comum, existindo também diversas mercearias fornecendo também esses e outros produtos alimentares.
As ruas de Santa Maria não são asfaltadas. São em grande parte pavimentadas com paralelepípedos de pedra escura, não existindo um pavimento formal nos restantes casos. Seguem, em parte, um plano geométrico, sendo paralelas e perpendiculares entre si. Existem lombas para evitar o excesso de velocidade, que estão pintadas de forma a servirem também como passadeiras para a travessia de peões.
Santa Maria encontra-se ligada ao Aeroporto Internacional Amílcar Cabral por uma via rápida, sendo a distância a este de aproximadamente 20 km.
Diversos operadores turísticos locais oferecem excursões à volta da ilha, por terra e por mar. É também possível participar em viagens de pesca submarina e de observação da fauna marítima local, da qual fazem parte tubarões e tartarugas. Estas últimas usam algumas das praias de Santa Maria para colocarem os seus ovos, existindo a possibilidade de observar este acontecimento.
Existem bancos que disponibilizam terminais bancários automáticos, nos quais é possível levantar dinheiro, nomeadamente escudos cabo-verdeanos. Como o escudo cabo-verdeano possui uma taxa de câmbio fixa em relação ao Euro (CVE 110,265 correspondem a 1 Euro), muitos dos estabelecimentos locais aceitam também esta última moeda, variando ligeiramente a taxa de câmbio por vezes a seu favor.

## Climada
| Dados climáticos para Santa Maria | Dados climáticos para Santa Maria | Dados climáticos para Santa Maria | Dados climáticos para Santa Maria | Dados climáticos para Santa Maria | Dados climáticos para Santa Maria | Dados climáticos para Santa Maria | Dados climáticos para Santa Maria | Dados climáticos para Santa Maria | Dados climáticos para Santa Maria | Dados climáticos para Santa Maria | Dados climáticos para Santa Maria | Dados climáticos para Santa Maria | Dados climáticos para Santa Maria |
| Mês                               | Jan                               | Fev                               | Mar                               | Abr                               | Mai                               | Jun                               | Jul                               | Ago                               | Set                               | Out                               | Nov                               | Dez                               | Ano                               |
| --------------------------------- | --------------------------------- | --------------------------------- | --------------------------------- | --------------------------------- | --------------------------------- | --------------------------------- | --------------------------------- | --------------------------------- | --------------------------------- | --------------------------------- | --------------------------------- | --------------------------------- | --------------------------------- |
| Média alta °C (°F)                | 22 (71)                           | 21 (69)                           | 23 (73)                           | 23 (74)                           | 25 (77)                           | 26 (79)                           | 27 (81)                           | 28 (83)                           | 29 (85)                           | 28 (83)                           | 26 (79)                           | 24 (76)                           | 23 (73)                           |
| Média baixa °C (°F)               | 16 (61)                           | 15 (59)                           | 17 (62)                           | 18 (64)                           | 19 (67)                           | 22 (72)                           | 23 (74)                           | 23 (74)                           | 24 (76)                           | 22 (72)                           | 19 (67)                           | 18 (64)                           | 16 (60)                           |
| Média precipitação mm (pol.)      | 8 (0.3)                           | 5 (0.2)                           | 0 (0)                             | 0 (0)                             | 0 (0)                             | 0 (0)                             | 28 (1.1)                          | 61 (2.4)                          | 137 (5.4)                         | 25 (1.0)                          | 5 (0.2)                           | 8 (0.3)                           | 386 (15.2)                        |
| Média de dias chuvosos (≥ 1 mm)   | 0                                 | 0                                 | 0                                 | 0                                 | 0                                 | 0                                 | 0                                 | 1                                 | 2                                 | 0                                 | 0                                 | 0                                 | 3                                 |
| Média umidade relativa (%)        | 70                                | 71                                | 71                                | 71                                | 73                                | 75                                | 75                                | 75                                | 77                                | 75                                | 73                                | 71                                | 73.1                              |
| Média mensal horas de sol         | 182.9                             | 235.6                             | 201.5                             | 216                               | 204.6                             | 174                               | 148.8                             | 161.2                             | 180                               | 198.4                             | 189                               | 155                               | 2 247                             |
| Source #1: Weatherbase            |                                   |                                   |                                   |                                   |                                   |                                   |                                   |                                   |                                   |                                   |                                   |                                   |                                   |
| Source #2: Wetterkontor           |                                   |                                   |                                   |                                   |                                   |                                   |                                   |                                   |                                   |                                   |                                   |                                   |                                   |

## Pessoas
- Miguel Dias, boxer
- Rodirlei José Ascensão Duarte (pu Rody), futebolista
- Manuel António Martins, fundador de Santa Maria, governor colonial do archipelago
- Rúben Sança, atleto

## Ver tamběm
- Turismo na Cabo Verde

## Ligação externo
- Fotos de Santa Maria